# Фукуокська фондова біржа
Фукуо́кська фо́ндова бі́ржа (FSE) — це фондова біржа, розташована у місті Фукуока, Японія. Вона управляє Q-Board, спеціальним ринком для нових компаній. У серпні 2000 року біржа закрила свій торговий майданчик і перейшла на електронну торгову систему Токійської фондової біржі У січні 2002 року FSE досягла угоди з чотирма іншими японськими фондовими біржами та Японською асоціацією дилерів цінних паперів (JSDA) про створення Японської клірингової корпорації цінних паперів (JSCC).
16 грудня 2024 року планується відкриття Fukuoka PRO Market — призначеного ринку біржових фінансових продуктів (так званого «ринку для професійних інвесторів»), наступного за TOKYO PRO Market.